# 灰羽連盟
『灰羽連盟』（はいばねれんめい）は、2002年10月から12月にかけてフジテレビ系列の深夜枠で放送されたテレビアニメ作品。安倍吉俊の同人誌『オールドホームの灰羽達』を元に構成された。

## ストーリー
高い空からまっすぐに落ちていく少女。やがて彼女は水に満たされた繭の中で目を覚ます。古びた建物の一室で彼女を迎えたのは背中に飛べない灰色の羽を持つ、「灰羽」と呼ばれる人物たち。繭の中で見ていた空を落ちる夢から、少女は「ラッカ」と名づけられる。
高い壁に囲まれたグリの街、灰羽たちの暮らすオールドホーム、そこでの仲間たちとの穏やかな日々。戸惑いながらも少しずつその生活に馴染んでいくラッカ。しかしやがて、短い夏の終わりに1つの別れが訪れる。

## 登場人物

### オールドホーム
ラッカ
声 - 広橋涼
本作の主人公。灰羽暦1年の生まれたての灰羽。灰羽達が暮らす施設「オールドホーム」に住む。性格はおとなしいが心の芯は強い。ラッカの光輪は静電気を帯びやすく髪を引き寄せるため、いつも癖毛が直らない。生まれてくる時、空から落ちてくる夢を見たことから「落下」と名付けられた。
レキ
声 - 野田順子
灰羽暦7年のオールドホームの仲間。灰羽歴が長く、グリの街や灰羽のしきたり等に詳しい。思い切りがよく、さっぱりしていて面倒見がよい性格だが、繊細な面を持ち合わせる。「年少組」の子供たちの世話やオールドホームの家事全般をしている。趣味は絵を描くこと。生まれてくる時、小石が敷き詰められた道を歩いている夢を見たことから、名前は「礫」。
クウ
声 - 矢島晶子
灰羽暦2年のオールドホームの仲間。年長組の中では最年少であるため、誰かの役に立ちたいと強く願っていて、なにかとラッカの世話を焼く。明るく天真爛漫。物語の中盤でグリの街から「巣立ち」し、それが物語に大きな転機をもたらす。空を飛んでいる夢を見たことから、名前は「空」。
カナ
声 - 宮島依里
灰羽暦3年のオールドホームの仲間。街の時計屋で働いている。さばさばとした性格。家事は苦手だが、仕事に関しては非常に真面目。魚のように泳いでいた夢から、名前は「河魚」。
ヒカリ
声 - 折笠富美子
灰羽暦4年のオールドホームの仲間。街のパン屋で働いている。眼鏡っ子。真面目で優しいが、間の抜けたところがある。ラッカの光輪を作るために寺院から借りてきた「光輪の型」を使ってドーナツ状のパンケーキを作った。このため、ラッカの光輪はパンケーキの匂いがするようになってしまった。光が見えていた夢から、名前は「光」。
ネム
声 - 村井かずさ
灰羽暦9年のオールドホームの仲間で最年長。街の図書館で働いている。おっとりとした性格でよく眠っている。レキとの付き合いは長く、その性格もよく把握しているが、昔はある理由からレキのことを避けていた。夢の中でも眠っていたため、名前は「眠」。
クラモリ
声 - 久川綾
レキやネムが生まれたばかりの頃、2人の面倒を見ていた先輩灰羽。体がやや弱いが、心の芯は強く情愛に満ち穏やか。レキが描いたクラモリの肖像画がレキの部屋に飾られている。名前の由来は「暗森」あるいは「蔵守」。
ダイ
声 - 比嘉久美子
オールドホームに住む子供の灰羽。子供たちは年少組と呼ばれている。ダイは大工になりたいことから、その名がつけられた。
ショータ
声 - 浅野真澄
オールドホームに住む子供の灰羽。ショータ（正太）はショートケーキが好きなことから（本人は夢に出てきたと言い張る）、その名がつけられた。
ハナ
声 - 徳永愛
オールドホームに住む子供の灰羽。ハナ（花）は花屋になりたいという将来の夢から、その名がつけられた。
他の子供たち
キャラクターが明確でないが、以下の7名の年少組がいる。深雪（ミユキ）、桃（モモ）、野原（ノハラ）、沢（サワ）、見火（ミカ）、元気（ゲンキ）、演（ヒロシ）。

### 廃工場の灰羽たち
ヒョウコ
声 - 鈴木千尋
廃工場に住む灰羽の青年。正しくはヒョウコなのだが、ヒョコと呼ばれている。名前の由来は「氷湖」。灰羽であることを隠しているのか、普段は帽子とリュックで光輪と羽を隠している。レキとは古い知り合いだったが、ある理由から疎遠になっている。
ミドリ
声 - 水野愛日
廃工場に住む灰羽の少女。廃工場の少女達のまとめ役。レキとは長い付き合いだが、ヒョウコの一件の後、複雑な感情を抱くようになる。

### 街の人々
スミカ
声 - 半場友恵
街に住む若い女性。ネムと共に図書館で働いているが、妊娠して寿退職が決まった。昔は壁の外に行きたいと思っていたらしい。
親方
声 - 青山穣
街に住む初老の男性。カナが働く時計屋の店主で街の広場にある時計台の持ち主でもある。職人肌で口汚くカナに厳しく当たることもあるが、本当はカナの事をとても信頼している。
古着屋
声 - 栗山浩一
街に住む古着屋の青年。掟により新しい服を買うことが出来ない灰羽に古着を提供している。気前のいい一面がある。商品の一つとして「宇宙人民服」を取り扱っている。
カフェの店主
声 - 加藤木賢志
街に住む男性。クウが働いていた「カフェかるちえ」の店主。
パン屋の店主
声 - 藤原泰浩
街に住む男性。ヒカリが働くパン屋の店主。夫婦でパン屋を切り盛りしている。

### その他の登場人物
話師
声 - 大木民夫
灰羽連盟の長。独特の手話を操り、トーガとの交渉を行う。話師と会う時は、その許しがない限り言葉を発してはいけない。
トーガ
グリの街にやってくる交易人の一団。街にいる間は言葉を話すことを禁じられている為、話師と手話で意思疎通を行う。灰羽を含めて街の住人は、トーガと話すことはもちろん、触れることも禁じられている。

## 用語
灰羽
特殊な存在だが、背中に灰色の羽と頭の上に光輪と呼ばれる輪を持っているだけで、空を飛ぶなどの特別な能力もない。グリの街の人口に比べると、その数はとても少ない。灰羽には次のような特徴がある。
- どこからか現れて芽吹いた大きな繭から生まれる。
- 生まれたときの年齢はまちまち。
- 繭から生まれて一日ほどで背中に灰色の羽が生える。光輪は仲間から授けられる。
- 名前は繭の中で見た夢から決めるが、子供の場合はその限りではない。
- 子供でなければ職を持って働き、同胞の役に立つことが使命とされる。
- 守らなければならない独特の掟がある。

グリの街
物語の舞台となる街。建造物は西欧風の造りで古都の趣がある。周囲には農耕地が広がる。周りを高い壁に囲まれていて、街の外に出ることはできない。唯一存在する門からトーガと呼ばれる人々がやってきて、その交易品だけが壁の内と外をつないでいる。街は浅いすり鉢状になっていて、中心には噴水のある円形広場がある。電力は郊外の丘に設置された風車による発電でまかなわれている。文化や生活は、現代的な部分もあるが古い慣習も残っており、中世から現代までが入り混じった雰囲気がある。
灰羽連盟
灰羽たちの生活を支援する組織。グリの街のはずれにある寺院が本部になっている。連盟の話師がトーガとの交易の仲立ちをしていて、その利潤を灰羽手帳の発行やその他の灰羽の生活支援に利用している。
オールドホーム
「使い古し以外を使用してはならない」という灰羽の掟にしたがって、ラッカたちが住処としている建物。大昔は学校の寄宿舎のようなものとして使われていたらしい。かなり年季が入っている（ヒョウコたちの住む廃工場も同様。なお、灰羽が働く場所も、ある程度の年代を経たものでなければならない）。人数に比してあまりにも広いので、手付かずのまま放置されている所が多く、建物の半分ほどは電気が通っていない。灰羽たちの他に、寮母と呼ばれるお婆さんが住んでいる。
廃工場
ヒョウコやミドリたちが住んでいる大きな廃工場。年少組以外は少女しかいないオールドホームとは違い、ネムいわく「共学」。環境があまりよくないようで（廃工場の灰羽たちは不良っぽく表現されている）、廃工場で生まれた子供たちはオールドホームに預けられている。
灰羽手帳
「お金を扱ってはいけない」という灰羽の掟に従って、灰羽達が金銭の代わりに用いる通貨。買いたい物があったら、ページに購入したものを記入して、それを切り取ってお金の代わりに渡す。灰羽連盟がその発行や清算を行っている。
壁
グリの街を囲む高い壁。街の一番高い時計台からも、壁の外は見えない。灰羽を悪いものから守ると言われている。その一方で、灰羽が壁に触れると災いが起こるとされている。
森
街の西側にある深くて暗い森。迷いやすく一度踏み込んだらなかなか抜け出せない上、壁の力が強く影響している土地でもあり、特に灰羽には危険な場所。
鳥
壁を越えられる唯一の存在。「灰羽が繭に入る時に忘れたものを運ぶ」と言われている。
鈴の実
振るとカラカラと音がする木の実。殻が厚く、硬い音がするものが良いとされる。土に染料を混ぜると実に色がつく。染められた鈴の実は、一年の区切りとなる「過ぎ越しの祭」の際、沈黙の時間の中で身近な人に思いを伝えるために使われる。色によって感謝や別れなどの意味を表す。毎年、祭の季節になると街には鈴の実を売る市が立つ。
- 赤の実＝お世話になりました（感謝）
- 緑の実＝おめでとう（祝意）
- 茶の実＝ごめんなさい（謝罪）
- 白の実＝ありがとう、さようなら（感謝、惜別）
- 黄の実＝好きです（好意）

罪憑き
一部の灰羽に見られる症状で、羽に黒い染みができる。染みは、壁の近くにだけ生える「老人の樹」（正式には雪橉木（ゆきりんぼく）という名。幹がねじくれている）の樹皮から採れる特殊な染料で目立たなくすることができるが、治るわけではない。なお、雪橉木の染料は悪い者の目をくらませる力があると言われ、本来はお払いに使われる。
真名
灰羽の名前は最初に見た夢にちなんで付けられる名前の他に、同じ発音で別の文字を当てる「真名」というものが存在し、その灰羽の本質を表すとされ、灰羽たちはその真名を見つける事が本当の使命であるともされている。
ラッカ（落下）の場合は「絆を絡ませあい、実を結ぶもの」という意味で「絡果」である。

## スタッフ
- 原作・シリーズ構成・脚本・キャラクター原案 - 安倍吉俊
- 監督 - ところともかず[2]
- 助監督・設定補佐 - 大森貴弘
- キャラクターデザイン - 高田晃
- デザインワークス - キムヒロミチ
- 美術監督 - 片平真司
- 色彩設計 - 遠藤菜緒美
- コンポジットディレクター（撮影監督） - 長牛豊
- 編集 - 後藤正浩
- 録音演出 - 本山哲
- 音楽 - 大谷幸[2]
- プロデューサー - ueda yasuyuki、Henry後藤、岩谷能宣、春名剛生
- 制作 - RADIX
- 製作 - 光輪密造工房・フジテレビ

## 各話リスト
| 話数 | サブタイトル                         | 絵コンテ          | 演出           | 作画監督                              |
| ---- | ------------------------------------ | ----------------- | -------------- | ------------------------------------- |
| 1    | 繭 空を落ちる夢 オールドホーム       | ところともかず    | ところともかず | 高田晃                                |
| 2    | 街と壁 トーガ 灰羽連盟               | 大森貴弘          | いまざきいつき | 工藤柾輝                              |
| 3    | 寺院 話師 パンケーキ                 | しまづあきとし    | 木村寛         | 日高真由美                            |
| 4    | ゴミの日 時計塔 壁を越える鳥         | 高田淳            | 高田淳         | 氏家章雄                              |
| 5    | 図書館 廃工場 世界のはじまり         | 吉川浩司          | 吉川浩司       | 清水貴子                              |
| 6    | 夏の終わり 雨 喪失                   | しまづ聡行 坂本郷 | 渡辺健一郎     | 吉野真一 下坂英男                     |
| 7    | 傷跡 病 冬の到来                     | いまざきいつき    | いまざきいつき | 工藤柾輝、茂木琢次 高田晃             |
| 8    | 鳥                                   | 大森貴弘          | 大森貴弘       | 田中雄一                              |
| 9    | 井戸 再生 謎掛け                     | 高田淳            | 高田淳         | 氏家章雄                              |
| 10   | クラモリ 廃工場の灰羽達 ラッカの仕事 | 吉川浩司          | 吉川浩司       | 清水貴子                              |
| 11   | 別離 心の闇 かけがえのないもの       | しまづ聡行        | 荒川真嗣       | 井口忠一                              |
| 12   | 鈴の実 過ぎ越しの祭 融和             | 高田淳 山本裕介   | 境橋渡         | 吉野真一、斎藤新明 山下敏成、阿部智之 |
| 13   | レキの世界 祈り 終章                 | しまづ聡行        | 渡辺健一郎     | 高田晃                                |

## 主題歌
オープニングテーマ「Free Bird」
作曲・編曲 - 大谷幸
エンディングテーマ「Blue Flow」
作詞 - 畑亜貴 / 作曲・編曲 - 伊藤真澄 / 歌 - Heart of Air

## 評価
ゲームAI開発者の三宅陽一郎は、日本のテレビアニメは風呂敷を広げるのは天才的に上手いが物語の締めくくりが上手い作品は殆どないとしたうえで、本作について以下のように述べている。
三宅は本作はラッカにとっての物語であると同時にレキの物語でもあると述べている。

## 関連商品

### DVD
灰羽連盟 cog.00
2002年夏のコミックマーケット62でRONDO ROBEブースにて発売されたアニメ化記念DVD。プロモ映像3分を収録した先行映像とラッカ絵柄のテレホンカード（50度数）付き。2002年冬のコミックマーケット63にて再発売された。
- 灰羽連盟 COG.1
- 灰羽連盟 COG.2
- 灰羽連盟 COG.3
- 灰羽連盟 COG.4
- 灰羽連盟 COG.5

COG.1のみ1話、以降は3話ずつ収録。
灰羽連盟 TV-BOX
低価格版。全話を片面2層・3枚組でDVD-BOX化した。RONDO ROBE SELECTION TVシリーズ。

### Blu-ray
灰羽連盟 Blu-ray BOX
現存する最良のマスターをアップコンバートしBlu-ray BOX化したもの。本編3枚と映像特典1枚のBlu-rayディスクと、サウンドトラックとアウトオブトラックスの2枚のCDからなる6枚組であり、2010年10月までの期間限定で生産される予定である。
地上波放送時と比べ若干の修正が入っており、最終話にてその後のネムに関する口述と本編中数話にて巣立たなかった灰羽を連想させる描写がカットされている。

### CD
灰羽連盟サウンドトラック「ハネノネ」
シンプルな編成の生楽器による、大谷幸の楽曲。大谷自身がピアノで参加している。なお収録曲中「Wondering」はケルティックハープ奏者坂上真清の作曲である。OPテーマ「Free Bird」のフルバージョンとEDテーマ「Blue Flow」のTVサイズ、最終話のED「LOVE WILL LIGHT THE WAY」も収録。全19曲。
灰羽連盟アウト オブ トラックス「プチノネ」
最終話でも使用された「月と蒼い影」や「衝哭」など、サウンドトラックの未収録曲が収録されている。灰羽連盟 COG.3の初回特典であったが、Blu-ray BOXに再録された。全12曲。
灰羽連盟イメージアルバム「聖なる憧憬」
伊藤真澄と上野洋子が歌う、ラッカ / カナ / ヒカリ / ネム / クウ / レキのイメージテーマ集。
エンディングテーマ「Blue Flow」
伊藤真澄がボーカル・作曲を手がけるHeart of AirによるEDを収録したシングル。作詞は畑亜貴。カップリングに、本編中随所に使用されているメインテーマ「Ailes Grises」（「ハネノネ」に収録）を編曲した「硝子の夢」。

### 画集
グリの街、灰羽の庭で ―安倍吉俊灰羽連盟画集
DVDやCDなどの関連商品・アニメ本編・同人誌などで発表されたものに描きおろしや未発表作品、ラフ画を加え、本編のストーリーに沿って再構成している。（角川書店、2003年12月1日発売、ISBN 978-4048536547）

### Tシャツ
灰羽連盟×MARS SIXTEENシリーズ
グラフィックファッションブランドMARS SIXTEENとのコラボレーションTシャツシリーズ。Blu-ray発売記念で販売を開始している。(2011年3月現在2作品がリリース)

## 原作
本作品は以下の同人誌で発表された内容を基礎にしている。
- 1998年冬 灰羽連盟（イラスト集）
- 2000年夏 オールドホームの灰羽達 1巻（漫画）
- 2001年夏 オールドホームの灰羽達 2巻（漫画）
- 2002年夏 灰羽せいかつ日誌（設定集）
- 2002年冬 オールドホームの灰羽達 番外編（漫画）

ただし、これらの同人誌のストーリーはアニメ版のストーリーのごく一部である。また、本作品の脚本集は同人誌として刊行されている。